# Seznam vítězů italské fotbalové ligy
Seznam vítězů italské fotbalové ligy uvádí mužstva, která se v jednotlivých ročnících italské fotbalové ligy umístila na prvních třech místech, a také uvádí nejlepší ligové střelce ročníku.

## Vítězové v jednotlivých ročnících
| Serie A (1898 – 2022)                                  |                                                        |                            |                          |                     |                                                                                      |
| Název soutěže                                          | Ročník                                                 | Mistr                      | 2. místo                 | 3. místo            | Nejlepší střelec                                                                     |
| Italské fotbalové mistrovství                          | 1898                                                   | Janov (1. titul)           | Inter Turín              |                     | Edoardo Bosio (Inter Turín) a Norman Victor Leaver (Janov) – 2 branky                |
| Italské fotbalové mistrovství                          | 1899                                                   | Janov (2)                  | Inter Turín              |                     | Albert Weber (Inter Turín) – 2 branky                                                |
| Italské fotbalové mistrovství                          | 1900                                                   | Janov (3)                  | Torinese                 |                     | výsledek neznámý                                                                     |
| Italské fotbalové mistrovství                          | 1901                                                   | Milán (1)                  | Janov                    |                     | Umberto Malvano (Juventus) – 4 branky                                                |
| Italské fotbalové mistrovství                          | 1902                                                   | Janov (4)                  | Milán                    |                     | výsledek neznámý                                                                     |
| Italské fotbalové mistrovství                          | 1903                                                   | Janov (5)                  | Juventus                 |                     | výsledek neznámý                                                                     |
| První kategorie                                        | 1904                                                   | Janov (6)                  | Juventus                 |                     | výsledek neznámý                                                                     |
| První kategorie                                        | 1905                                                   | Juventus (1)               | Janov                    | Milanese            | výsledek neznámý                                                                     |
| První kategorie                                        | 1906                                                   | Milán (2)                  | Juventus                 | Janov               | Guido Pedroni (Milán) – 4 branky                                                     |
| První kategorie                                        | 1907                                                   | Milán (3)                  | Turín                    | Andrea Doria        | Hans Kämpfer (Turín) – 7 branek                                                      |
| První kategorie                                        | 1908                                                   | Pro Vercelli (1)           | Milanese                 | Andrea Doria        | výsledek neznámý                                                                     |
| První kategorie                                        | 1909                                                   | Pro Vercelli (2)           | Milanese                 |                     | Amilcare Pizzi (Milanese) – 9 branek                                                 |
| První kategorie                                        | 1909/1910                                              | Inter (1)                  | Pro Vercelli             | Juventus            | výsledek neznámý                                                                     |
| První kategorie                                        | 1910/1911                                              | Pro Vercelli (3)           | Vicenza                  |                     | výsledek neznámý                                                                     |
| První kategorie                                        | 1911/1912                                              | Pro Vercelli (4)           | Benátky                  |                     | výsledek neznámý                                                                     |
| První kategorie                                        | 1912/1913                                              | Pro Vercelli (5)           | Lazio                    |                     | výsledek neznámý                                                                     |
| První kategorie                                        | 1913/1914                                              | Casale (1)                 | Lazio                    |                     | výsledek neznámý                                                                     |
| První kategorie                                        | 1914/1915                                              | Janov (7)                  |                          |                     | výsledek neznámý                                                                     |
| První kategorie                                        | V letech 1915 až 1919 se nehrála žádná oficiální liga. |                            |                          |                     |                                                                                      |
| První kategorie                                        | 1919/1920                                              | Inter (2)                  | Livorno                  |                     | výsledek neznámý                                                                     |
| První kategorie                                        | 1920/1921                                              | Pro Vercelli (6)           | Pisa                     |                     | výsledek neznámý                                                                     |
| První kategorie                                        | 1921/1922 (CCI)                                        | Pro Vercelli (7)           | Fortitudo                |                     | výsledek neznámý                                                                     |
| První divize                                           | 1921/1922 (FIGC)                                       | Novese (1)                 | Sampierdarenese          |                     | výsledek neznámý                                                                     |
| První divize                                           | 1922/1923                                              | Janov (8)                  | Lazio                    |                     | Fulvio Bernardini (Lazio) – 21 branek                                                |
| První divize                                           | 1923/1924                                              | Janov (9)                  | Savoia                   |                     | Heinrich Schönfeld (Turín) – 22 branek                                               |
| První divize                                           | 1924/1925                                              | Boloňa (1)                 | Alba Řím                 |                     | Mario Magnozzi (Livorno) – 19 branek                                                 |
| První divize                                           | 1925/1926                                              | Juventus (2)               | Alba Řím                 |                     | Ferenc Hirzer (Juventus) – 35 branek                                                 |
| Národní divize                                         | 1926/1927                                              | Turín (titul odebrán) 1    | Boloňa                   | Juventus            | Antonio Powolny (Inter) – 22 branek                                                  |
| Národní divize                                         | 1927/1928                                              | Turín (1)                  | Janov                    | Juventus            | Julio Libonatti (Turín) – 35 branek                                                  |
| Národní divize                                         | 1928/1929                                              | Boloňa (2)                 | Turín                    |                     | Gino Rossetti (Turín) – 36 branek                                                    |
| 6. října 1929 byla založena Serie A                    |                                                        |                            |                          |                     |                                                                                      |
| Serie A                                                | 1929/1930                                              | Ambrosiana (3) AMB         | Janov                    | Juventus            | Giuseppe Meazza (Ambrosiana) – 31 branek                                             |
| Serie A                                                | 1930/1931                                              | Juventus (3)               | Řím                      | Boloňa              | Rodolfo Volk (Řím) – 29 branek                                                       |
| Serie A                                                | 1931/1932                                              | Juventus (4)               | Boloňa                   | Řím                 | Angelo Schiavio (Boloňa) a Pedro Petrone (Fiorentina) – 25 branky                    |
| Serie A                                                | 1932/1933                                              | Juventus (5)               | Ambrosiana-InterAMB      | Boloňa Neapol       | Felice Borel (Juventus) – 29 branek                                                  |
| Serie A                                                | 1933/1934                                              | Juventus (6)               | Ambrosiana-InterAMB      | Neapol              | Felice Borel (Juventus) – 31 branek                                                  |
| Serie A                                                | 1934/1935                                              | Juventus (7)               | Ambrosiana-InterAMB      | Fiorentina          | Enrique Guaita (Řím) – 28 branek                                                     |
| Serie A                                                | 1935/1936                                              | Boloňa (3)                 | Řím                      | Turín               | Giuseppe Meazza (Ambrosiana-Inter) – 25 branek                                       |
| Serie A                                                | 1936/1937                                              | Boloňa (4)                 | Lazio                    | Turín               | Silvio Piola (Lazio) – 21 branek                                                     |
| Serie A                                                | 1937/1938                                              | Ambrosiana-Inter (4)AMB    | Juventus                 | Janov               | Giuseppe Meazza (Ambrosiana-Inter) – 20 branek                                       |
| Serie A                                                | 1938/1939                                              | Boloňa (5)                 | Turín                    | Ambrosiana-InterAMB | Héctor Puricelli (Boloňa) a Aldo Boffi (Milán) – 19 branek                           |
| Serie A                                                | 1939/1940                                              | Ambrosiana-Inter (5)AMB    | Boloňa                   | Juventus            | Aldo Boffi (Milán) – 24 branek                                                       |
| Serie A                                                | 1940/1941                                              | Boloňa (6)                 | Ambrosiana-InterAMB      | Milán               | Héctor Puricelli (Milán) – 22 branek                                                 |
| Serie A                                                | 1941/1942                                              | Řím (1)                    | Turín                    | Benátky             | Aldo Boffi (Milán) – 22 branek                                                       |
| Serie A                                                | 1942/1943                                              | Turín (2)                  | Livorno                  | Juventus            | Silvio Piola (Lazio) – 21 branek                                                     |
| V letech 1943 až 1945 se nehrála žádná oficiální liga. |                                                        |                            |                          |                     |                                                                                      |
| Národní divize                                         | 1945/1946                                              | Turín (3)                  | Juventus                 | Milán               | Guglielmo Gabetto (Turín) – 22 branek                                                |
| Serie A                                                | 1946/1947                                              | Turín (4)                  | Juventus                 | Modena              | Valentino Mazzola (Turín) – 29 branek                                                |
| Serie A                                                | 1947/1948                                              | Turín (5)                  | Milán Juventus Triestina |                     | Giampiero Boniperti (Juventus) – 27 branek                                           |
| Serie A                                                | 1948/1949                                              | Turín (6)                  | Inter                    | Milán               | István Nyers (Inter) – 26 branek                                                     |
| Serie A                                                | 1949/1950                                              | Juventus (8)               | Milán                    | Inter               | Gunnar Nordahl (Milán) – 35 branek                                                   |
| Serie A                                                | 1950/1951                                              | Milán (4)                  | Inter                    | Juventus            | Gunnar Nordahl (Milán) – 34 branek                                                   |
| Serie A                                                | 1951/1952                                              | Juventus (9)               | Milán                    | Inter               | John Hansen (Juventus) – 30 branek                                                   |
| Serie A                                                | 1952/1953                                              | Inter (6)                  | Juventus                 | Milán               | Gunnar Nordahl (Milán) – 26 branek                                                   |
| Serie A                                                | 1953/1954                                              | Inter (7)                  | Juventus                 | Milán Fiorentina    | Gunnar Nordahl (Milán) – 23 branek                                                   |
| Serie A                                                | 1954/1955                                              | Milán (5)                  | Udinese                  | Řím                 | Gunnar Nordahl (Milán) – 27 branek                                                   |
| Serie A                                                | 1955/1956                                              | Fiorentina (1)             | Milán                    | Inter Lazio         | Gino Pivatelli (Boloňa) – 29 branek                                                  |
| Serie A                                                | 1956/1957                                              | Milán (6)                  | Fiorentina               | Lazio               | Dino da Costa (Řím) – 22 branek                                                      |
| Serie A                                                | 1957/1958                                              | Juventus (10)              | Fiorentina               | Padova              | John Charles (Juventus) – 28 branek                                                  |
| Serie A                                                | 1958/1959                                              | Milán (7)                  | Fiorentina               | Inter               | Antonio Angelillo (Inter) – 33 branek                                                |
| Serie A                                                | 1959/1960                                              | Juventus (11)              | Fiorentina               | \|Milán             | Omar Sívori (Juventus) – 28 branek                                                   |
| Serie A                                                | 1960/1961                                              | Juventus (12)              | Milán                    | Inter               | Sergio Brighenti (Sampdoria) – 27 branek                                             |
| Serie A                                                | 1961/1962                                              | Milán (8)                  | Inter                    | Fiorentina          | José Altafini (Milán) a Aurelio Milani (Fiorentina) – 22 branek                      |
| Serie A                                                | 1962/1963                                              | Inter (8)                  | Juventus                 | Milán               | Harald Nielsen (Boloňa) a Pedro Manfredini (Řím) – 19 branek                         |
| Serie A                                                | 1963/1964                                              | Boloňa (7)                 | Inter                    | Milán               | Harald Nielsen (Boloňa) – 21 branek                                                  |
| Serie A                                                | 1964/1965                                              | Inter (9)                  | Milán                    | Turín               | Sandro Mazzola (Inter) a Alberto Orlando (Fiorentina) – 17 branek                    |
| Serie A                                                | 1965/1966                                              | Inter (10)                 | Boloňa                   | Neapol              | Luís Vinício (Vicenza) – 25 branek                                                   |
| Serie A                                                | 1966/1967                                              | Juventus (13)              | Inter                    | Boloňa              | Luigi Riva (Cagliari) – 18 branek                                                    |
| Serie A                                                | 1967/1968                                              | Milán (9)                  | Neapol                   | Juventus            | Pierino Prati (Miláni) – 15 branek                                                   |
| Serie A                                                | 1968/1969                                              | Fiorentina (2)             | Cagliari Milán           |                     | Luigi Riva (Cagliari) – 20 branek                                                    |
| Serie A                                                | 1969/1970                                              | Cagliari (1)               | Inter                    | Juventus            | Luigi Riva (Cagliari) – 21 branek                                                    |
| Serie A                                                | 1970/1971                                              | Inter (11)                 | Milán                    | Neapol              | Roberto Boninsegna (Inter) – 24 branek                                               |
| Serie A                                                | 1971/1972                                              | Juventus (14)              | Milán Turín              |                     | Roberto Boninsegna (Inter) – 22 branek                                               |
| Serie A                                                | 1972/1973                                              | Juventus (15)              | Milán                    | Lazio               | Giuseppe Savoldi (Boloňa) + Paolo Pulici (Turín) a Gianni Rivera (Milán) – 17 branek |
| Serie A                                                | 1973/1974                                              | Lazio (1)                  | Juventus                 | Neapol              | Giorgio Chinaglia (Lazio) – 24 branek                                                |
| Serie A                                                | 1974/1975                                              | Juventus (16)              | Neapol                   | Řím                 | Paolo Pulici (Turín) – 18 branek                                                     |
| Serie A                                                | 1975/1976                                              | Turín (7)                  | Juventus                 | Milán               | Paolo Pulici (Turín) – 21 branek                                                     |
| Serie A                                                | 1976/1977                                              | Juventus (17)              | Turín                    | Fiorentina          | Francesco Graziani (Turín) – 21 branek                                               |
| Serie A                                                | 1977/1978                                              | Juventus (18)              | Vicenza Turín            |                     | Paolo Rossi (Vicenza) – 24 branek                                                    |
| Serie A                                                | 1978/1979                                              | Milán (10)                 | Perugia                  | Juventus            | Bruno Giordano (Lazio) – 19 branek                                                   |
| Serie A                                                | 1979/1980                                              | Inter (12)                 | Juventus                 | Turín               | Roberto Bettega (Juventus) – 16 branek                                               |
| Serie A                                                | 1980/1981                                              | Juventus (19)              | Řím                      | Neapol              | Roberto Pruzzo (Řím) – 18 branek                                                     |
| Serie A                                                | 1981/1982                                              | Juventus (20)              | Fiorentina               | Řím                 | Roberto Pruzzo (Řím) – 15 branek                                                     |
| Serie A                                                | 1982/1983                                              | Řím (2)                    | Juventus                 | Inter               | Michel Platini (Juventus) – 16 branek                                                |
| Serie A                                                | 1983/1984                                              | Juventus (21)              | Řím                      | Fiorentina          | Michel Platini (Juventus) – 20 branek                                                |
| Serie A                                                | 1984/1985                                              | Verona (1)                 | Turín                    | Inter               | Michel Platini (Juventus) – 18 branek                                                |
| Serie A                                                | 1985/1986                                              | Juventus (22) – soupiska   | Řím                      | Neapol              | Roberto Pruzzo (Řím) – 19 branek                                                     |
| Serie A                                                | 1986/1987                                              | Neapol (1) – soupiska      | Juventus                 | Inter               | Pietro Paolo Virdis (Milán) – 17 branek                                              |
| Serie A                                                | 1987/1988                                              | Milán (11) – soupiska      | Neapol                   | Řím                 | Diego Maradona (Neapol) – 15 branek                                                  |
| Serie A                                                | 1988/1989                                              | Inter (13) – soupiska      | Neapol                   | Milán               | Aldo Serena (Inter) – 22 branek                                                      |
| Serie A                                                | 1989/1990                                              | Neapol (2) – soupiska      | Milán                    | Inter               | Marco van Basten (Milán) – 19 branek                                                 |
| Serie A                                                | 1990/1991                                              | Sampdoria (1) – soupiska   | Milán                    | Inter               | Gianluca Vialli (Sampdoria) – 19 branek                                              |
| Serie A                                                | 1991/1992                                              | Milán (12) – soupiska      | Juventus                 | Turín               | Marco van Basten (Milán) – 25 branek                                                 |
| Serie A                                                | 1992/1993                                              | Milán (13) – soupiska      | Inter                    | Parma               | Giuseppe Signori (Lazio) – 26 branek                                                 |
| Serie A                                                | 1993/1994                                              | Milán (14) – soupiska      | Juventus                 | Sampdoria           | Giuseppe Signori (Lazio) – 23 branek                                                 |
| Serie A                                                | 1994/1995                                              | Juventus (23) – soupiska   | Lazio                    | Parma               | Gabriel Batistuta (Fiorentina) – 26 branek                                           |
| Serie A                                                | 1995/1996                                              | Milán (15) – soupiska      | Juventus                 | Lazio               | Igor Protti (Bari) + Giuseppe Signori (Lazio) – 24 branek                            |
| Serie A                                                | 1996/1997                                              | Juventus (24) – soupiska   | Parma                    | Inter               | Filippo Inzaghi (Atalanta) – 24 branek                                               |
| Serie A                                                | 1997/1998                                              | Juventus (25) – soupiska   | Inter                    | Udinese             | Oliver Bierhoff (Udinese) – 27 branek                                                |
| Serie A                                                | 1998/1999                                              | Milán (16) – soupiska      | Lazio                    | Fiorentina          | Márcio Amoroso (Udinese) – 22 branek                                                 |
| Serie A                                                | 1999/2000                                              | Lazio (2) – soupiska       | Juventus                 | Milán               | Andrij Ševčenko (Milán) – 24 branek                                                  |
| Serie A                                                | 2000/2001                                              | Řím (3) – soupiska         | Juventus                 | Lazio               | Hernán Crespo (Lazio) – 26 branek                                                    |
| Serie A                                                | 2001/2002                                              | Juventus (26) – soupiska   | Řím                      | Inter               | David Trezeguet (Juventus) + Dario Hübner (Piacenza) – 24 branek                     |
| Serie A                                                | 2002/2003                                              | Juventus (27) – soupiska   | Inter                    | Milán               | Christian Vieri (Inter) – 24 branek                                                  |
| Serie A                                                | 2003/2004                                              | Milán (17) – soupiska      | Řím                      | Juventus            | Andrij Ševčenko (Milán) – 24 branek                                                  |
| Serie A                                                | 2004/2005                                              | titul odebrán 2 – soupiska | Milán                    | Inter               | Cristiano Lucarelli (Livorno) – 24 branek                                            |
| Serie A                                                | 2005/2006                                              | Inter (14) 3 – soupiska    | Řím                      | Milán               | Luca Toni (Fiorentina) – 31 branek                                                   |
| Serie A                                                | 2006/2007                                              | Inter (15) – soupiska      | Řím                      | Lazio               | Francesco Totti (Řím) – 26 branek                                                    |
| Serie A                                                | 2007/2008                                              | Inter (16) – soupiska      | Řím                      | Juventus            | Alessandro Del Piero (Juventus) – 21 branek                                          |
| Serie A                                                | 2008/2009                                              | Inter (17) – soupiska      | Juventus                 | Milán               | Zlatan Ibrahimović (Inter) – 25 branek                                               |
| Serie A                                                | 2009/2010                                              | Inter (18) – soupiska      | Řím                      | Milán               | Antonio Di Natale (Udinese) – 29 branek                                              |
| Serie A                                                | 2010/2011                                              | Milán (18) – soupiska      | Inter                    | Neapol              | Antonio Di Natale (Udinese) – 28 branek                                              |
| Serie A                                                | 2011/2012                                              | Juventus (28) – soupiska   | Milán                    | Udinese             | Zlatan Ibrahimović (Milán) – 28 branek                                               |
| Serie A                                                | 2012/2013                                              | Juventus (29) – soupiska   | Neapol                   | Milán               | Edinson Cavani (Neapol) – 29 branek                                                  |
| Serie A                                                | 2013/2014                                              | Juventus (30) – soupiska   | Řím                      | Neapol              | Ciro Immobile (Turín) – 22 branek                                                    |
| Serie A                                                | 2014/2015                                              | Juventus (31) – soupiska   | Řím                      | Lazio               | Mauro Icardi (Inter) a Luca Toni (Verona) – 22 branek                                |
| Serie A                                                | 2015/2016                                              | Juventus (32) – soupiska   | Neapol                   | Řím                 | Gonzalo Higuaín (Neapol) – 36 branek                                                 |
| Serie A                                                | 2016/2017                                              | Juventus (33) – soupiska   | Řím                      | Neapol              | Edin Džeko (Řím) – 29 branek                                                         |
| Serie A                                                | 2017/2018                                              | Juventus (34) – soupiska   | Neapol                   | Řím                 | Mauro Icardi (Inter) a Ciro Immobile (Turín) – 22 branek                             |
| Serie A                                                | 2018/2019                                              | Juventus (35) – soupiska   | Neapol                   | Atalanta            | Fabio Quagliarella (Sampdoria) – 26 branek                                           |
| Serie A                                                | 2019/2020                                              | Juventus (36) – soupiska   | Inter                    | Atalanta            | Ciro Immobile (Turín) – 36 branek                                                    |
| Serie A                                                | 2020/2021                                              | Inter (19)                 | Milán                    | Atalanta            | Cristiano Ronaldo (Juventus) – 29 branek                                             |
| Serie A                                                | 2021/2022                                              | Milán (19)                 | Inter                    | Neapol              | Ciro Immobile (Turín) – 27 branek                                                    |
| Serie A                                                | 2022/2023                                              | Neapol (3)                 | Lazio                    | Inter               | Victor Osimhen (Neapol) – 26 branek                                                  |
| Serie A                                                | 2023/2024                                              | Inter (20)                 | Milán                    | Juventus            | Lautaro Martínez (Inter) – 24 branek                                                 |
| Serie A                                                | 2024/2025                                              | Neapol (4)                 | Inter                    | Atalanta            | Mateo Retegui (Atalanta) – 25 branek                                                 |

Poznámky
- 1.sv  Soutěž nebyla dokončena kvůli začátku První světové války. Svaz dodatečně udělil titul týmu Genoa CFC, celkově 7. v historii. Další místa dodatečně zůstala neobsazena.
- AMB  31. srpna 1928 byl FC Inter Milán sloučen s Unione Sportiva Milanese a klub byl přejmenován na Associazione Sportiva Ambrosiana. Rozdělen byl v polovině roku 1945 a dodnes nese název Internazionale. Unione Sportiva rozdělením zanikl. Všechny úspěchy (včetně 3 titulů) i historie zápasů přešla na Internazionale.
- 1  Z důvodu sportovních přestupků byl titul odebrán týmu Turín FC, jenž ho získal premiérově.
- 2  Titul získal Juventus FC, kterému byl v roce 2006 odebrán.[1]
- 3  Titul získal Juventus FC, kterému byly po sezoně odebrány všechny body, čímž obsadil poslední místo. Na první místo se tak posunul FC Inter Milán a Juventus sestoupil do Serie B.[1][2]